# 561
561 (DLXI) var ett normalår som började en lördag i den julianska kalendern.

## Händelser

### Juli
- 17 juli – Sedan Pelagius I har avlidit 3 eller 4 mars väljs Catelinus till påve och tar namnet Johannes III (omkring detta datum).

## Födda
- Yang Lihua, kinesisk kejsarinna.

## Avlidna
- 3 eller 4 mars – Pelagius I, påve sedan 556.
- 29 november eller 31 december – Chlothar I, frankisk kung av Soissons 511–558, av Reims 555–558 och av Frankerriket sedan 558.